# Zakrzewo (Cuiavia-Pomerania)

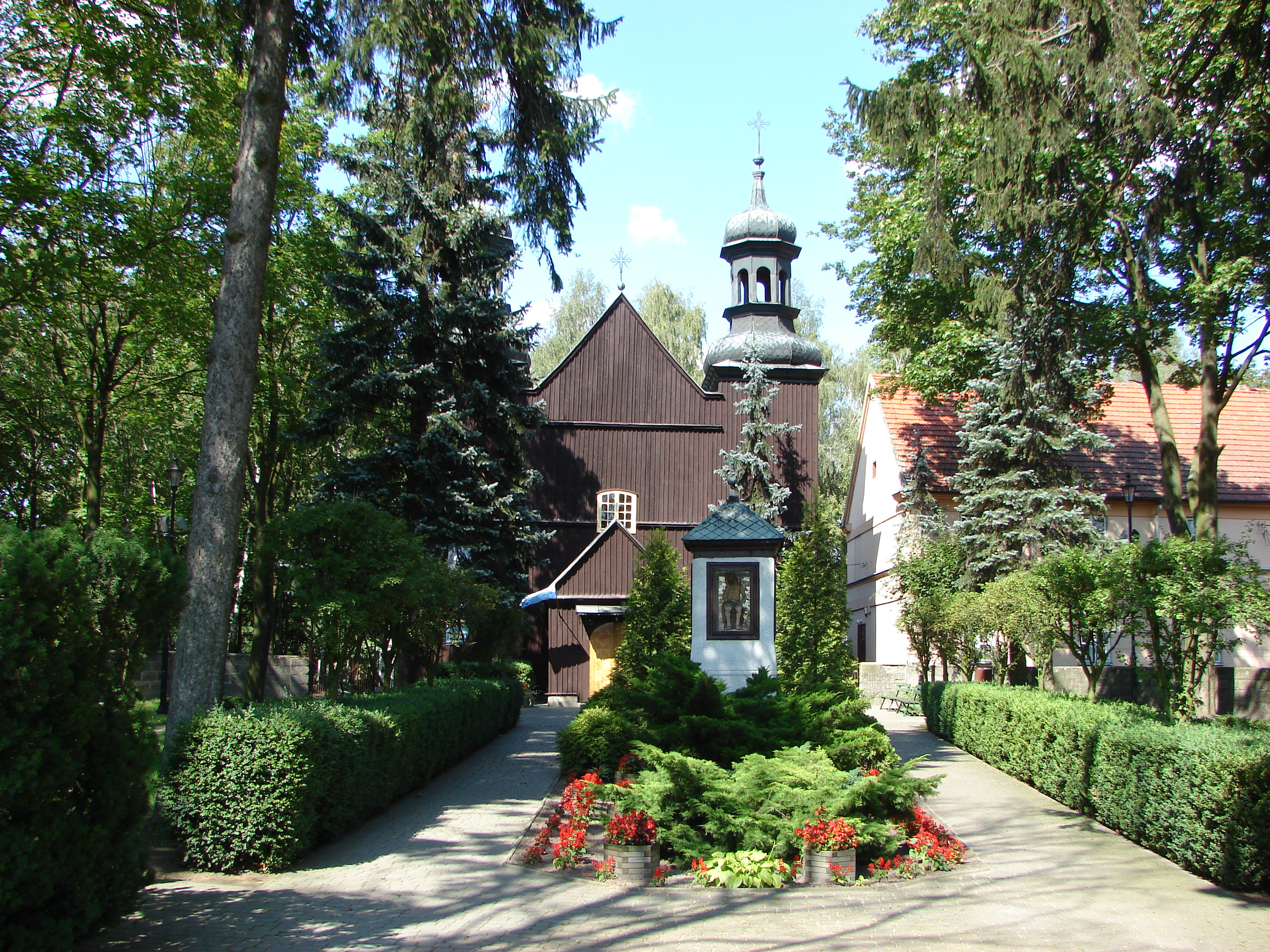
Chiesa di San Giuseppe costruito nel 1746.

Zakrzewo è un comune rurale polacco del distretto di Aleksandrów Kujawski, nel voivodato della Cuiavia-Pomerania.
Ricopre una superficie di 76,08 km² e nel 2004 contava 3 660 abitanti.